# Port triggering
Nelle reti informatiche, il port triggering è una tecnica simile al port forwarding, con la differenza che non c'è necessariamente bisogno di conoscere l'indirizzo IP del destinatario. Il port triggering agisce su tutta la LAN o su un intervallo di indirizzi IP (dipendendo dal modello di router) ed apre una porta non appena sente la richiesta di trasferimento.

## Differenze con il port forwarding
Poniamo per esempio che venga usata la porta 5555 per richieste in uscita (upload) e contemporaneamente arrivi una richiesta in entrata sulla stessa porta. Nel port forwarding la richiesta in entrata non potrà passare e dovrà aspettare che la porta si liberi. Invece con il port triggering, il router aprirà temporaneamente un'altra porta (o altre) in modo da evitare le attese. Ecco perché è utile nel gaming online: in questi casi bisogna gestire molte richieste contemporanee in entrata e in uscita; trovare una porta occupata creerebbe ritardi meglio conosciuti come Lag. In alcuni modelli di router è necessario effettuare comunque il forwarding.